# Anouchka van Miltenburg
Anouchka van Miltenburg (Utrecht, 20 april 1967) is een Nederlands voormalig politica namens de Volkspartij voor Vrijheid en Democratie (VVD). Zij was van 25 september 2012 tot en met 12 december 2015 voorzitter van de Tweede Kamer. Van 30 januari 2003 tot en met 23 maart 2017 was zij lid van de Tweede Kamer.

## Levensloop
Na de mavo aan het St-Gregorius College in Utrecht volgde Van Miltenburg cursussen aan het Prince of Wales College in Vancouver. Na de havo aan het Oosterlicht College in Nieuwegein studeerde ze tussen 1986 en 1991 aan de Academie voor Journalistiek en Voorlichting in Tilburg. Van Miltenburg was medewerker bij de Stichting JOM (Jongeren Onderwijs Media) te Hilversum (1989-1994), docent radio bij Provinciaal Buro Open Jeugd- en Jongerenwerk (Noord-Brabant) te 's-Hertogenbosch (1992-1993) en van 1991 tot 2001 freelance journalist bij diverse mediabedrijven (Brabants Dagblad, Radio Rijnmond, Rabobank Journaal, NOS Journaal en Textuur Videoproductions Tilburg).
Van Miltenburg is sinds 1997 lid van de VVD. Van 14 maart 2002 tot 1 januari 2003 was zij gemeenteraadslid in Zaltbommel. Op 30 januari 2003 werd ze beëdigd als lid van de Tweede Kamer van het Nederlandse parlement. In 2003 was zij een van de leden van de Tijdelijke commissie onderzoek zorguitgaven.
In juni 2009 volgde zij Hans van Baalen, die werd gekozen in het Europees Parlement, op als voorzitter van de Vaste Kamercommissie voor Defensie. In die hoedanigheid leidde zij in oktober 2009 een delegatie van het Nederlandse parlement naar Afghanistan. Bij het aantreden van het kabinet-Rutte I in 2010 koos de VVD-fractie haar op 12 oktober tot vicevoorzitter, naast fractievoorzitter Stef Blok. Van 18 juni 2009 tot 10 november 2010 was Van Miltenburg als Tweede Kamerlid voorzitter van de Vaste Kamercommissie voor Defensie. Eerder was zij voor de VVD al eens woordvoerder op de terreinen AWBZ (Algemene Wet Bijzondere Ziektekosten) en WMO, medisch-ethische kwesties, welzijn, ouderenbeleid, gehandicaptenbeleid en media.

### Wmo
Als Kamerlid speelde Van Miltenburg een belangrijke rol bij de invulling van de Wet maatschappelijke ondersteuning (Wmo), de nieuwe welzijnswet, in 2005/2006. Middels drie Kamerbreed gesteunde amendementen wist zij de kern van de wet te veranderen. Daarbij introduceerde zij in de Nederlandse welzijnswetgeving het nieuwe begrip compensatieplicht. Om haar inzet bij de invoering van de Wmo, met name wegens die compensatieplicht, reikte de CG-Raad (Chronisch zieken en Gehandicapten Raad Nederland) haar in december 2006 de Fakkel uit, de prijs voor de politicus die zich in dat jaar het meest heeft ingespannen voor gehandicapten.

### Kamervoorzitterschap
Van Miltenburg stelde zich in september 2012 beschikbaar voor het voorzitterschap van de Tweede Kamer. In haar fractie stelde ook Ton Elias zich beschikbaar. De vraag wie van de fractie zich kandidaat zou stellen won Van Miltenburg met één stem verschil. Zij had daarbij de steun van Stef Blok. Op 25 september 2012 werd Van Miltenburg gekozen tot voorzitter van de Tweede Kamer. Van Miltenburg volgde Gerdi Verbeet (PvdA) op, die de functie van 2006 tot 2012 vervulde.
Zij kreeg meerdere malen in uitingen van Tweede Kamerleden kritiek op haar functioneren. Op 25 april 2013 gebeurde dat voor het eerst in een plenaire zitting, toen CDA-leider Buma haar verweet "erg sterk sturend in een bepaalde richting" op te treden, omdat zij een spoeddebat met staatssecretaris Frans Weekers, partijgenoot van haar, zou hebben willen voorkomen. Later schaarde CU-Kamerlid Voordewind, collega van Van Miltenburg in het Presidium van de Tweede Kamer, zich achter die kritiek.
Dagblad de Volkskrant schreef op 14 december 2013 dat acht fractievoorzitters uit de Tweede Kamer anoniem gezegd zouden hebben dat Van Miltenburg een 'totaal ongeschikte' voorzitter is.
Op 13 april 2015 kwam zij opnieuw in opspraak na een gepubliceerde brief van GroenLinks-Kamerlid Linda Voortman, die in 2014 door haar eigen partij een maand werd geschorst, wegens aangifte door Van Miltenburg bij de Rijksrecherche over vermeend lekken van vertrouwelijke informatie rond de benoeming van een nieuwe Nationale ombudsman. Voortman werd door het Openbaar Ministerie volledig vrijgepleit. Op 17 april verklaarde Van Miltenburg te betreuren dat zij bij deze gang van zaken onvoldoende oog heeft gehad voor de gevolgen van de ingediende aangifte voor Voortman.
Op 19 juni 2015 kwam Van Miltenburg wederom in opspraak. De reden: brieven van klokkenluiders die zich anoniem bij haar meldden, werden tot dat moment conform de officiële procedure ongeregistreerd vernietigd. Een niet ondertekende brief met details over de 'Teevendeal' zou op die manier in november 2014 mogelijk door de shredder zijn gehaald, terwijl de Tweede Kamer toen al druk bezig was om bijzonderheden over die afspraak te achterhalen. Of de brief daadwerkelijk gearriveerd was, viel volgens Van Miltenburg niet meer na te gaan. Na kritiek uit de Tweede Kamer werd de procedure omtrent anonieme brieven drastisch herzien. Een kopie van de brief die een journalist van Nieuwsuur haar had laten inzien, werd door Van Miltenburg in een papierversnipperaar gestopt.
Op 12 december 2015 trad zij af als voorzitter, nadat haar functioneren te veel onder druk was komen te staan als gevolg van Van Miltenburgs optreden rond het door haarzelf vernietigen van de kopie van een klokkenluidersbrief. De commissie-Oosting, die de 'Teevendeal' onderzocht, had er een week eerder in een rapport op gewezen dat Van Miltenburg meteen de commissie over de brief had moeten inlichten. Daarop ontving ze van de Kamercommissie Veiligheid en Justitie 37 kritische vragen. Doordat zij uit eigen beweging aftrad, ontliep zij drie dagen later een debat met de Tweede Kamer over het door de shredder halen van de kopie. De schriftelijke beantwoording van de 37 vragen werd door haar wel nog naar de Kamer gestuurd. Het was de eerste keer dat een voorzitter van de Tweede Kamer tussentijds aftrad. Naderhand deelde zij mee niet te willen terugkeren op de kandidatenlijst voor de Tweede Kamerverkiezingen van 15 maart 2017. Op 22 maart dat jaar verliet zij de Tweede Kamer.

### Werkzaamheden na politiek
In januari 2018 werd Van Miltenburg op voordracht van de centrale cliëntenraad benoemd tot lid van de raad van toezicht van Prezzent, een instelling in Zaltbommel voor mensen met een verstandelijke beperking.
Sinds 1 november 2018 is zij directeur-bestuurder van huisartsencoöperatie Nucleuszorg in Zeeuws-Vlaanderen. Per 13 februari 2021 is Van Miltenburg voorzitter van de VVD Regio Zeeland.

### Privé
Van Miltenburg is gehuwd en heeft drie kinderen.
- International Standard Name Identifier: 0000 0003 9201 599X
- Nederlandse Thesaurus van Auteursnamen: 241808332
- Parlement.com: vge7dtpnvtzt
- Virtual International Authority File: 285973587
- WorldCat: E39PBJkp9MxDGkD9PbWDmJc773